# بر إيب سن
ست - پر إب سن (بالإنجليزية: Seth-Peribsen) هو فرعونً من الأسرة المصرية الثانية حكم لمدة سبعة عشر عاماً. ويعتبر الفرعون السابق للفرعون خع سخموي . دفن في أم العقاب في أبيدوس، حيث تم العثور على نقش ختم يحوي أول جملة كاملة مكتوبة بالهيروغليفية.
ألواح دفنه التذكارية (احداهم معروضة في المتحف البريطاني) يظهر فيها مخلوق يمثل ست بدلاً من رسم حورس الأكثر اعتياداً، الأمر الذي قد ينم عن أنه لم يحكم كل مساحة مصر.
هناك جدل واسع إذا ما كان پر إب سن قد خلفه سخم إب بر ان ماعت، أو إذا ما كانا نفس الشخص، باسمين مختلفين.

## مصدر الاسم
أثار الاهتمام بوجه خاص لأن أحد أسمائه المدونة في صورة واجهة قصره لم تعتليه كالمعتاد صورة الإله حورس، وإنما حلت مكانها صورة الإله ست. وبالرغم من ذلك فإن خليفته المباشر – أو خليفته الثاني أي الملك خع سخموي صور الإلهين يواجهان بعضهما.

## الحكم
وفي عهد بر إب سن حدث انقلاب عظيم، إضطره لإعاده عاصمة الملك ثانية إلى ابيدوس، وغير اسمه الحوري الذي كان يعد أقدم لقب للفرعون، إلى اسم الإله ست ؛ وهذا الحادث فريد في التاريخ المصري. ولا بد أنه كان يقصد ذلك كما ظهر على خاتم أحد موظفيه أن إله أمبوس قد أعطى حكم القطرين إلى ابنه بر إب سن. أي أن الإله ست الذي حكم الوجه القبلي قبل اتباع حورس هو الذي ولاه على البلاد وليس الإله حورس. كما تؤكد ذلك التقاليد الفرعونية في مصر، وقد دفن الفرعون بر-إب-سن في أبيدوس. وقد بقيت عبادته محفوظة في سقارة إلى الأسرة الرابعة بجانب الفرعون سنزي.

## معرض الصور

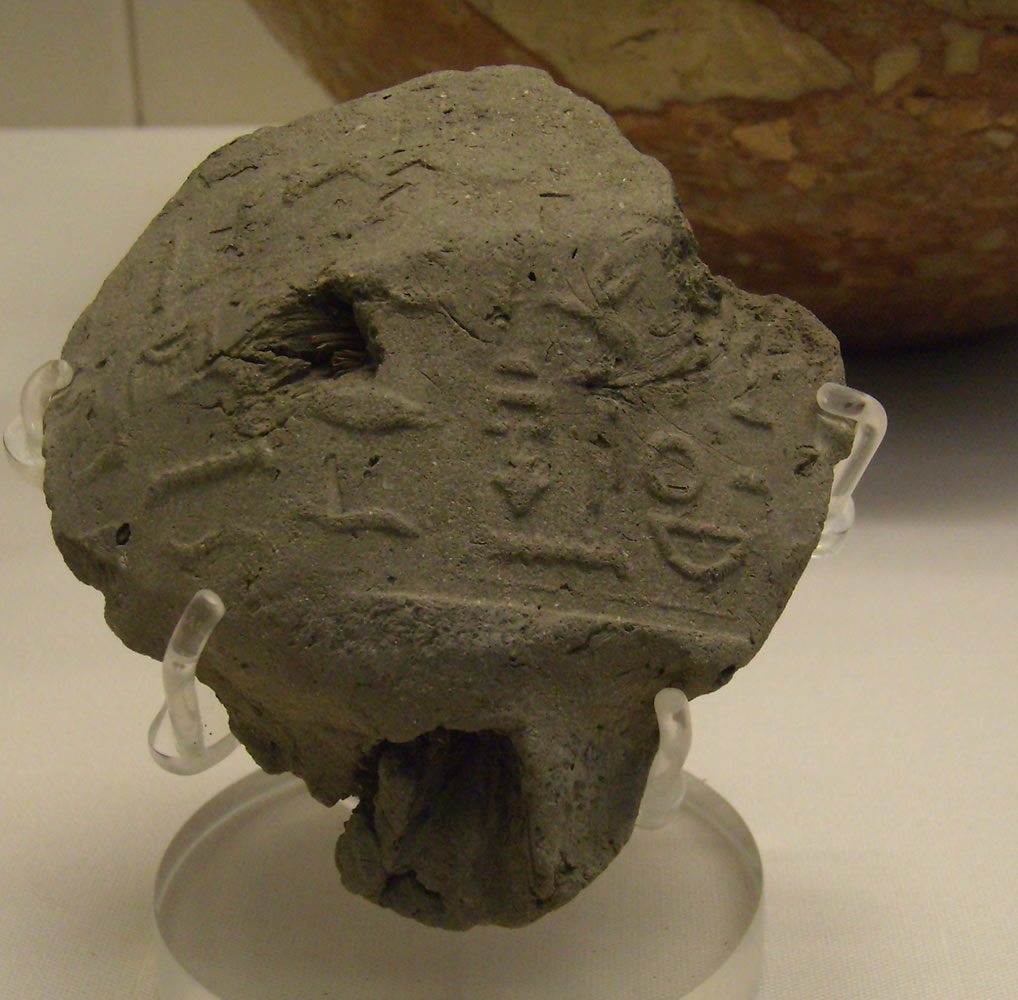
ختم بر إيب سن وعليه "أول جملة كاملة بالمصرية القديمة"(انظراللغة المصرية)
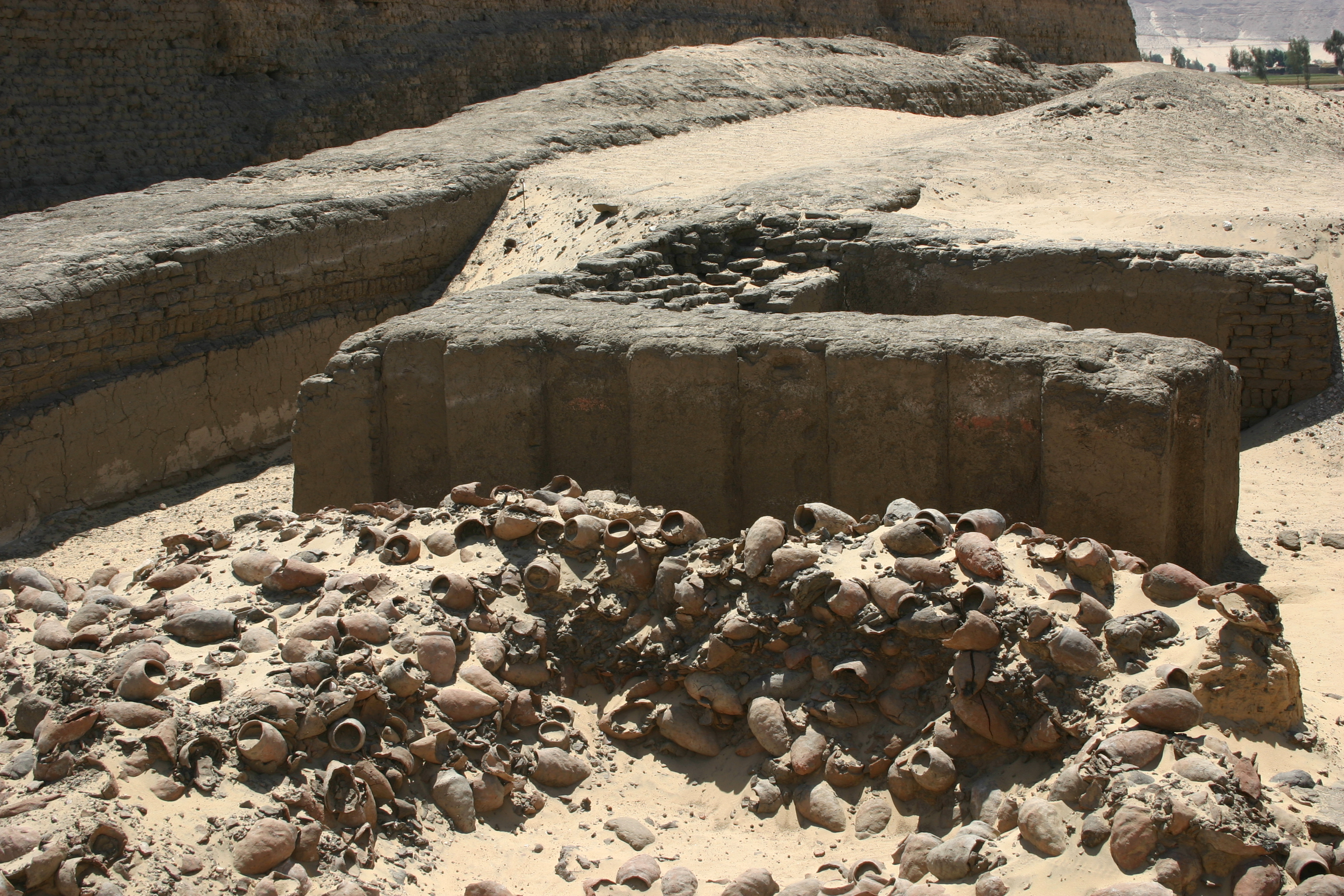
مقبرة بر إب سن في أبيدوس
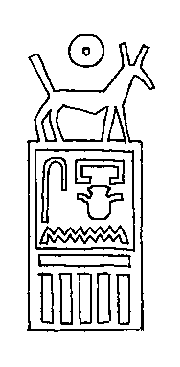
سث-بر إيب سن
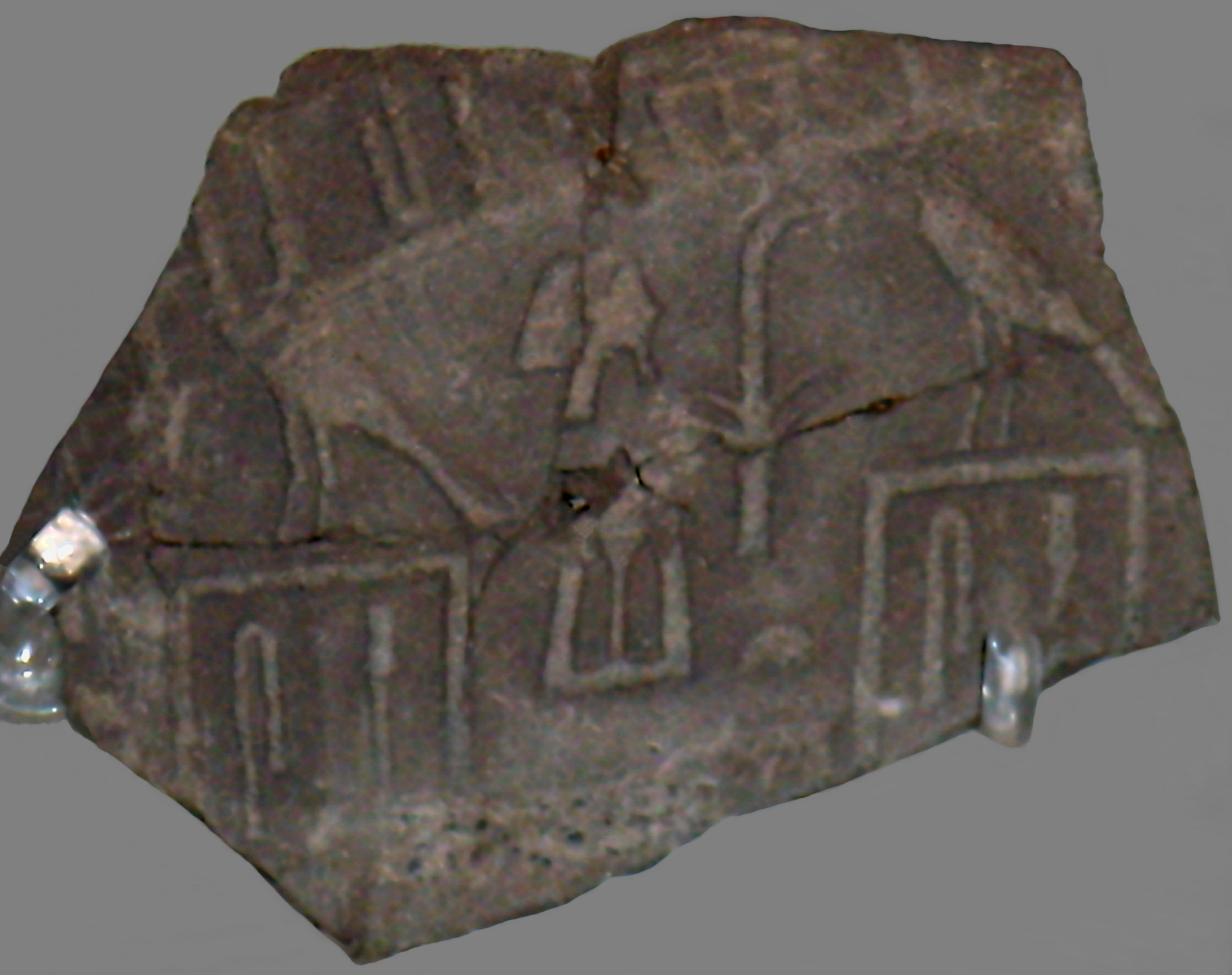
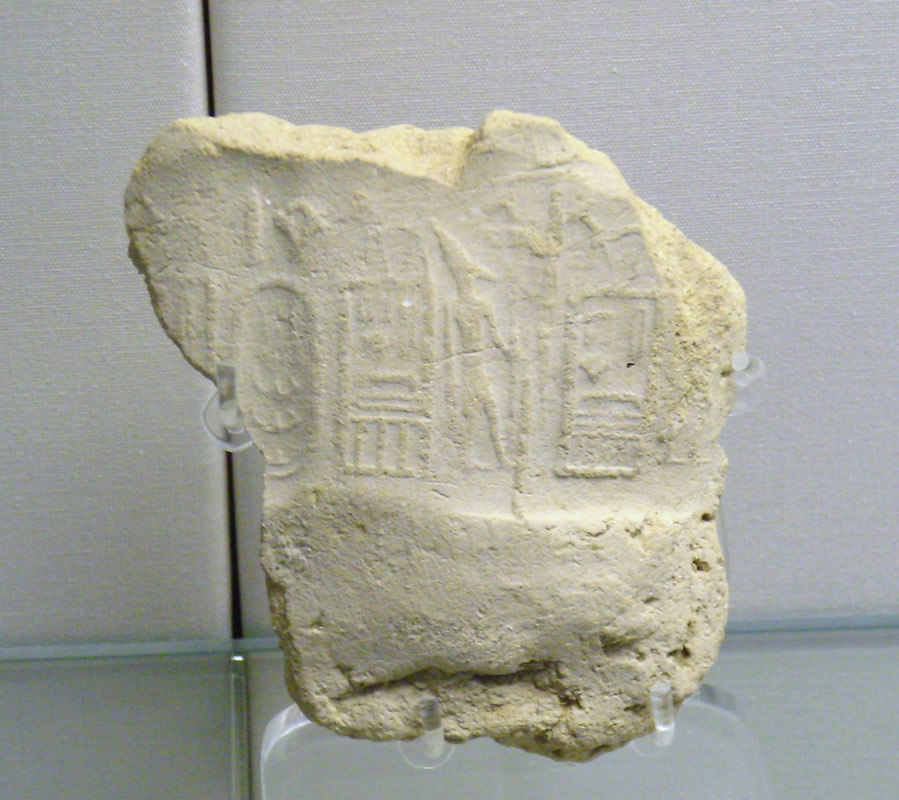

## وصلات خارجية
- Francesco Raffaele: Seth-Peribsen
- Tomb P (Peribsen) at Abydos on digitalegypt